# در حد

در مجموعهٔ رئوس یک شش‌ضلعی ۲۰ تا افراز مجموعه هست که یک زیرمجموعهٔ سه‌عضوی و سه زیرمجموعهٔ تک‌عضوی دارند (رنگ نشده) (تصاویر بالا). از این‌ها چهار افراز به تقریب چرخش و سه تا به تقریب چرخش و بازتاب هستند.

دو شیء ریاضیاتی a و b برابر درحد (به انگلیسی: equal up to) رابطه هم‌ارزی R می‌گویند
- اگر a و b توسط R مرتبط باشند، یعنی
- اگر رابطه aRb برقرار باشد، یعنی
- اگر کلاس‌های هم‌ارزی a و b درحد R برابر باشند.

این روش سخن‌گویی بیشتر در ارتباط با عبارات مشتق‌شده از تساوی استفاده می‌شوند، مثل یکتا بودن یا شمارش. برای مثال، عبارت «x درحد R یکتا (به انگلیسی: unique up to) است» یعنی همه اشیای x مورد نظر در کلاس هم‌ارزی مشابهی در ارتباط با رابطه R قرار دارند.
بعلاوه، رابطه هم‌ارزی R بیشتر به صورت ضمنی توسط یک شرط مولد یا تبدیل تعیین می‌گردد. برای مثال، عبارت «تجزیه اول یک عدد صحیح درحد ترتیب یکتا است» یک روش دقیق برای گفتن این موضوع است که «هر دو لیست برای عوامل اول به‌دست‌آمده از یک عدد صحیح معین در ارتباط با رابطه R، هم‌ارزند، اگر یکی را بتوان با مرتب‌سازی مجدد (جایگشت) از دیگری به دست آورد».
در ریاضیات، عبارت در حد (انگلیسی: Up to) در بحث در مورد عناصر یک مجموعه (S) و شرایط لازم برای مساوی در نظر گرفتن زیرمجموعه‌های این مجموعه به کار می‌رود. عبارت «عناصر a و b از مجموعهٔ S درحد X با هم معادل اند» به این معناست که a و b معادل اند، اگر معیار X (مثل دوران یا جایگشت) نادیده گرفته شود، یعنی a و b را می‌توان با اعمال یک تبدیل متناسب با X (دوران، جایگشت، و …) به یکدیگر تبدیل کرد.